# جياكومو سيبرياني
جياكومو سيبرياني (بالإيطالية: Giacomo Cipriani)‏ (28 أكتوبر 1980 ببولونيا في إيطاليا - ) هو لاعب كرة قدم إيطالي في مركز الهجوم. شارك مع منتخب إيطاليا تحت 17 سنة لكرة القدم ومنتخب إيطاليا تحت 18 سنة لكرة القدم ومنتخب إيطاليا تحت 20 سنة لكرة القدم ومنتخب إيطاليا تحت 21 سنة لكرة القدم. أما مع النوادي، فقد لعب مع نادي أسكولي ونادي أفيلينو ونادي بولونيا ونادي بياتشينزا ونادي بينيفينتو ونادي ريميني ونادي سامبدوريا ونادي سبال ونادي ليتشي وSSD Savoia 1908 FC ‏.